# تپه جار باغچه
تپه جار باغچه مربوط به هزاره اول قبل از میلاد - سده‌های ۶ تا ۸ ه.ق است و در شهرستان بوکان، بخش مرکزی، دهستان ایل تیمور، روستای باغچه واقع شده و این اثر در تاریخ ۷ اسفند ۱۳۸۵ با شمارهٔ ثبت ۱۷۷۳۵ به‌عنوان یکی از آثار ملی ایران به ثبت رسیده است.